# Betty Boop
Betty Boop è un personaggio immaginario dei cartoni animati ideato nel 1930 e realizzato compiutamente nel 1932 dall'animatore Grim Natwick che si ispirò alla cantante Helen Kane del Bronx, che fu protagonista di alcuni film di animazione e di una serie a fumetti degli anni trenta. Il personaggio esordì nel cortometraggio Dizzy Dishes del 1930, prodotto dai Fleischer Studios.
Nel 1934 le proteste del pubblico conservatore e l'applicazione del Production Code costrinsero gli autori a modificarne la caratterizzazione, facendola divenire una casalinga; l'ultimo film risale al 1939 ma, nonostante la breve vita, è entrato nell'immaginario della storia del fumetto e del disegno animato come massima icona della flapper degli anni ruggenti. Il personaggio è stato anche oggetto di un vasto merchandising.

## Personaggio
Il personaggio venne caratterizzato come una donna provocante e maliziosa, dal corpo esuberante, con vestiti scollati aderenti e cortissimi e la boccuccia a cuore, secondo i canoni delle prime vamp cinematografiche. È la tipica flapper, cioè la ragazza alla moda degli anni ruggenti, irriverente e indipendente. Porta il taglio di capelli alla moda del periodo, corti e frangiati, indossa un vestitino succinto che lascia scoperte le spalle e la giarrettiera, e pare più che consapevole del suo sex appeal, oltre a essere fornita di una buona dose di auto-ironia.
Il personaggio irruppe con una carica erotica imprevedibile nel panorama dell'animazione americana, punteggiata da bambini tondeggianti e animali parlanti. Simbolo degli anni della Grande Depressione, Betty Boop deve la sua popolarità soprattutto al fatto di essersi rivolta a un pubblico adulto che intercettava, nelle sue storie apparentemente surreali, segnali ed elementi sessuali e psicologici.

## Filmografia
Esordisce il 9 agosto 1930 nel cartone in bianco e nero di 6 minuti Dizzy Dishes, ma sotto forma di barboncina, e mantenne questa forma per una mezza dozzina di altri cartoni animati. Nella prima versione, il personaggio non aveva nome ed era disegnato come caricatura di Helen Kane, di cui vengono ripresi movenze e modo di cantare; anche il brano che cantava nel titolo d'esordio, dal titolo I have to have you, era uno dei cavalli di battaglia della Kane. Nelle successive apparizioni, i lineamenti verranno addolciti e le fattezze canine attenuate per renderla più simile a Mae Questel; il personaggio verrà provvisoriamente chiamato Nanny McGrew, mentre assumerà il nome di Betty nel cartoon del 1931 Betty Co-Ed, dove tuttavia appare con un aspetto molto diverso. Il cognome/soprannome Boop deriva invece dallo scat Boop-oop-be-doop! che il personaggio produce alla fine delle canzoni, anch'esso mutuato dalla Kane.
Nel 1931, nel corto Mask-A-Raid, venne umanizzata trasformandole le orecchie da cane in orecchini mentre il personaggio di Bimbo, cambiava di volta in volta a seconda delle esigenze della trama, diventando a volte un cane e altre un fidanzato. Nel 1932 compare per la prima volta come umana nel cortometraggio Bamboo Isle. Una figura a tal punto sovversiva, ispirata alla celebre cantante molto popolare negli anni venti Helen Kane, non poteva durare a lungo. Dapprima le fu affiancato Koko il Clown, in seguito Bimbo, un cucciolo di cane, e infine Grumpy, un arzillo vecchietto, nel tentativo di stemperare i toni del cartone.
In Minnie the Moocher del 1932 il personaggio risalta come quello di un'adolescente dell'era moderna, in contrasto con i modi di un mondo vecchio come quello dei suoi genitori. Il cortometraggio di Dave Fleischer prende il titolo dalla celebre canzone di Cab Calloway e narra la storia di una ragazza che scappa di casa e affronta i pericoli della notte. In qualità di spettatori vediamo la fanciulla tra folle di spettri piena di paura, viviamo inquietanti suggestioni e visioni di morte. Il ritorno a casa finale si conforma pienamente alla morale dell'epoca, ma il film resta senza dubbio moderno ed innovativo.
Fu doppiata dalla sua prima apparizione nel 1930 fino al 1932 e poi di nuovo dal 1938 al 1939 da Marge Hines, dal 1931 al 1938 e nel 1988 in Chi ha incastrato Roger Rabbit da Mae Questel e dal 1933 al 1934 da Bonnie Poe. Nel 1932 e nel 1938 fu doppiata anche da Kate Wright. Tutte e quattro successivamente presteranno la loro voce anche a un altro noto personaggio animato: Olivia Oyl.
I cortometraggi erano di vario genere, dal melodrammatico come She Wronged Him Right (1934) al surreale, come Snow White (1933), la cui perfida regina pronunciò una filastrocca "Specchio, specchio" quattro anni prima della versione Disney; molti, come I'll Be Glad When You're Dead, You Rascal, You (1932) e The Old Man of the Mountain (1933) erano simili ai moderni video musicali. A causa della censura, si dovette castigarne i costumi, allungando le gonne e rendendo meno pronunciate le forme, ma questo portò alla fine del personaggio e l'ultimo cartone animato dell'era Fleischer fu Rhythm on the Reservation (1939). La serie di cortometraggi venne riproposta negli anni cinquanta in televisione.

## Storia editoriale
Il personaggio fu protagonista di una serie a fumetti a strisce giornaliere e tavole domenicali distribuita negli Stati Uniti d'America da luglio 1934 a novembre 1937 dal King Features Syndicate, scritta da Hal Seeger e disegnata da Bud Counihan anche se venivano firmate da Max Fleischer. Una nuova serie venne realizzata negli anni ottanta insieme a Felix the Cat, nella striscia Betty Boop and Felix, realizzata dal 1984 al 1988 dai fratelli Morgan, Neal, Brian e da Greg Walker. In Italia viene pubblicata su Linus, Eureka, Il Grifo e, per un breve periodo negli anni novanta, anche sul mensile 'Paperotti' edito dalla Masters Edizioni.

## Controversie

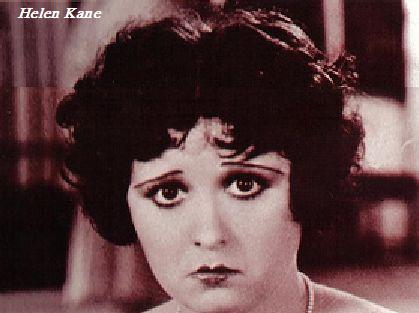
Helen Kane

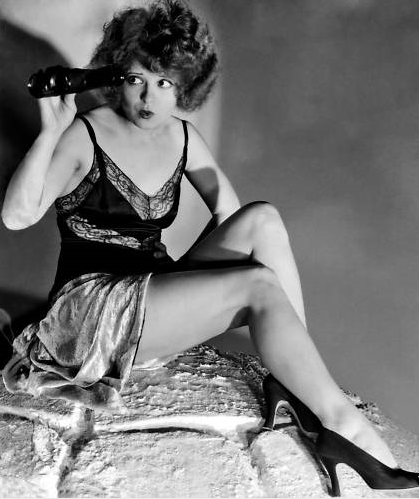
Clara Bow

Nel 1932 la cantante Helen Kane fece causa a Fleischer e alla Paramount Publix Corporation per 250.000 dollari, per aver sfruttato con una deliberata caricatura la sua immagine e la sua personalità. Fleischer si difese sostenendo che il suo era un personaggio di pura fantasia. In realtà, la Kane non era l'unico modello di Betty Boop: anche Clara Bow, la star della Paramount, poteva essere considerata come una Betty Boop reale.
Le accuse di Helen Kane si basavano sul modo di parlare e cantare del cartone, che richiamava un modo di parlare molto particolare che caratterizzava proprio la stessa Kane. Al processo si affermò che la cantante aveva assistito anni prima a una esibizione di Baby Esther, una piccola imitatrice afro americana che utilizzava la medesima tecnica, che si richiamava al linguaggio dei bambini. Per il giudice, la "tecnica baby" per il canto non era nata con la Kane, per cui la cantante perse la causa.

## Influenza culturale
- Dal suo nome deriva quello della famosa mina antiuomo tedesca Schrapnellmine in uso nella seconda guerra mondiale, nel suo comune soprannome inglese di "Bouncing Betty".
- Nonostante la breve vita, il personaggio ha guadagnato stima e valore nel tempo, diventando un vero e proprio mito dell'animazione in tempi successivi tanto da apparire nel film Chi ha incastrato Roger Rabbit, del 1988.[8]
- Una sua parodia, chiamata Toot Braunstein, appare inoltre come uno dei protagonisti della serie animata Drawn Together.
- Nel 1989 appare nella copertina del primo album di Francesco Baccini e nel 1990 in quello di Ligabue.
- La cantante anglo-malaysiana Betty Boo, all'anagrafe Alison Moira Clarkson, si è ispirata a Betty Boop per la scelta del nome d'arte poiché i suoi compagni al liceo la vedevano molto somigliante al personaggio.
- Il video I'Ve Got That Tune del collettivo francese Chinese Man comprende diverse sequenze con Betty Boop.

•  Dal 2019 è la mascotte ufficiale dell'Olympia Minus